# Elezioni presidenziali in Austria del 1951
Le elezioni presidenziali in Austria del 1951 si tennero il 6 maggio (primo turno) e il 27 maggio (secondo turno). Fu eletto Presidente il candidato sostenuto dal Partito Socialista d'Austria, Theodor Körner.

## Risultati
| Theodor Körner    | Partito Socialista d'Austria   | 1 682 881 | 39,15 | 2 178 631 | 52,06 |  |  |  |
| Heinrich Gleißner | Partito Popolare Austriaco     | 1 725 451 | 40,14 | 2 006 322 | 47,94 |  |  |  |
| Burghard Breitner | Federazione degli Indipendenti | 662 501   | 15,41 |           |       |  |  |  |
| Gottlieb Fiala    | Partito Comunista d'Austria    | 219 969   | 5,12  |           |       |  |  |  |
| Johannes Ude      | Indipendente                   | 5 413     | 0,13  |           |       |  |  |  |
| Ludovica Hainisch | Indipendente                   | 2 132     | 0,05  |           |       |  |  |  |
| Totale            | Totale                         | 4 298 347 | 100   | 4 184 953 | 100   |  |  |  |
|                   |                                |           |       |           |       |  |  |  |
| Voti non validi   | Voti non validi                | 72 227    | 1,65  | 188 241   | 4,30  |  |  |  |
| Votanti           | Votanti                        | 4 370 574 |       | 4 373 194 |       |  |  |  |